# Derrick Walton
Derrick Walton jr. (Detroit, 3 aprile 1995) è un cestista statunitense.

## Statistiche

### College
| Anno      | Squadra             | PG  | PT  | MP   | TC%  | 3P%  | TL%  | RP  | AP  | PRP | SP  | PP   |
| --------- | ------------------- | --- | --- | ---- | ---- | ---- | ---- | --- | --- | --- | --- | ---- |
| 2013-2014 | Michigan Wolverines | 37  | 36  | 26,7 | 42,9 | 41,0 | 79,3 | 3,0 | 2,9 | 0,6 | 0,0 | 7,9  |
| 2014-2015 | Michigan Wolverines | 19  | 19  | 33,3 | 34,6 | 35,8 | 83,3 | 4,7 | 3,0 | 1,2 | 0,1 | 10,7 |
| 2015-2016 | Michigan Wolverines | 33  | 33  | 33,6 | 37,7 | 38,7 | 81,3 | 5,5 | 4,5 | 1,8 | 0,1 | 11,6 |
| 2016-2017 | Michigan Wolverines | 38  | 37  | 34,8 | 43,6 | 42,2 | 87,6 | 4,8 | 5,0 | 1,1 | 0,0 | 15,5 |
| Carriera  | Carriera            | 127 | 125 | 31,9 | 40,4 | 40,1 | 83,7 | 4,4 | 3,9 | 1,1 | 0,0 | 11,6 |

### NBA

#### Regular Season
| Anno      | Squadra         | PG | PT | MP   | TC%  | 3P%  | TL%  | RP  | AP  | PRP | SP  | PP  |
| --------- | --------------- | -- | -- | ---- | ---- | ---- | ---- | --- | --- | --- | --- | --- |
| 2017-2018 | Miami Heat      | 16 | 0  | 9,2  | 32,0 | 41,2 | 100  | 1,0 | 1,0 | 0,4 | 0,2 | 1,8 |
| 2019-2020 | L.A. Clippers   | 23 | 1  | 9,7  | 47,2 | 42,9 | 77,8 | 0,7 | 1,0 | 0,2 | 0,0 | 2,2 |
| 2019-2020 | Detroit Pistons | 3  | 0  | 8,7  | 33,3 | 33,3 | -    | 0,3 | 1,7 | 1,0 | 0,0 | 1,0 |
| 2021-2022 | Detroit Pistons | 3  | 3  | 36,0 | 23,1 | 23,1 | 100  | 3,3 | 7,0 | 2,3 | 1,3 | 6,3 |
| Carriera  | Carriera        | 45 | 4  | 11,2 | 35,6 | 37,0 | 89,5 | 0,9 | 1,4 | 0,5 | 0,2 | 2,2 |

### G League
| Anno      | Squadra           | PG | PT | MP   | TC%  | 3P%  | TL%  | RP  | AP  | PRP | SP  | PP   |
| --------- | ----------------- | -- | -- | ---- | ---- | ---- | ---- | --- | --- | --- | --- | ---- |
| 2017-2018 | S. Falls Skyforce | 27 | 27 | 32,4 | 44,2 | 37,7 | 90,2 | 4,0 | 7,1 | 1,5 | 0,2 | 16,1 |
| 2019-2020 | A.C. Clippers     | 7  | 7  | 31,1 | 39,7 | 25,0 | 83,3 | 5,7 | 7,4 | 1,3 | 0,0 | 11,9 |
| 2021-2022 | Motor City Cruise | 37 | 37 | 36,0 | 47,6 | 38,8 | 79,8 | 5,4 | 9,0 | 1,2 | 0,2 | 15,9 |
| Carriera  | Carriera          | 71 | 71 | 34,2 | 45,6 | 37,5 | 84,4 | 4,9 | 8,1 | 1,3 | 0,2 | 15,6 |

### Eurolega
| Anno      | Squadra         | PG | PT | MP   | TC%  | 3P%  | TL%  | RP  | AP  | PRP | SP  | PP  |
| --------- | --------------- | -- | -- | ---- | ---- | ---- | ---- | --- | --- | --- | --- | --- |
| 2018-2019 | Žalgiris Kaunas | 17 | 2  | 12,6 | 33,9 | 30,4 | 86,1 | 1,2 | 2,5 | 0,5 | 0,0 | 4,6 |
| 2020-2021 | ASVEL           | 8  | 2  | 19,6 | 31,7 | 35,3 | 77,3 | 1,0 | 2,2 | 0,6 | 0,0 | 6,1 |
| Carriera  | Carriera        | 25 | 4  | 14,9 | 33,0 | 32,5 | 82,8 | 1,1 | 2,4 | 0,5 | 0,0 | 5,1 |

## Palmarès
- Coppa di Francia: 1

ASVEL: 2020-21
- Campionato australiano: 1

Sydney Kings: 2022-2023